# Cathedral Hill
Cathedral Hill é um bairro da cidade de São Francisco, Califórnia, Estados Unidos. O local é conhecido pela Catedral de Saint Mary (Saint Mary's Cathedral), na junção das ruas Geary St. e Gough St. 
Cathedral Hill é um bairro residencial, dominado por condomínios e apartamentos. 

## Na mídia
O bairro foi retratado no jogo Grand Theft Auto: San Andreas como Ocean Flats, na cidade fictícia de San Fierro.